# كتامة (قبيلة)
كُتَامَة هي قبيلة بَربَرِيَّة تسكن في المِنطَقة الشرقية من دولة الجزائر الحالية، في منطقة القبائل الصغرى وما حولَها والجزء الشرقي للجزائر. وتتميز أرضهم بالجبال والهضاب العالية والخصبة، عُرفت القبيلة من قبل الرومان باسم أوكتامنوروم ومن قبل البيزنطيين باسم أوكتوماني، ولقد كان لهذه القبيلة البربرية في العصور الوسطى 909 - 1171 م دورٌ حاسم في تاريخ العالم الإسلامي، فقد أسهموا بدعوة عبيد الله المهدي في تأسيس الدولة الفاطمية، وفي فتوحاتها؛ فكان الخلفاء الفاطميون يعتمدون في أغلب جيوشهم على أفراد قبيلة كتامة، إلى أن أصبحوا فيما بعد ذلك عصبة الحكام الفاطميين وأصحاب دولتهم.

## الأصول
حسب ابن خلدون فإن قبيلة كتامة من ولد كتامة بن برنس بن مازيغ، من قبائل البربر وتنحدر هذه القبيلة من منطقة القبائل الصغرى وماجاورها فيما يعرف بقبائل الحضرة، ونطاقها يشمل المنطقة الشرقية من الجزائر الحالية. وحسب المؤرخين فإن قبيلة كتامة تفرعـت إلى فرعين رئيسيين هما: غرسن ويسودة، ومنهما تناسلت كل بطون كتامة المعروفين عند المؤرخين، وعلى هذا الرأي فهم عناصر محلية أصيلة، تعد قبيلة كتامة من أهم القبائل البربرية في الجزائر عددا وشأنا.
أما عند النسابة العرب فيقولون بأنها واحدة من فروع قبيلة حمير القادمة مـن جنوب شبه الجزيرة العربية، وقد ذكر ذلك الطبري. حسب
```
كتاب ديوان المبتدأ والخبر في تاريخ العرب والبربر ومن عاصرهم من ذوي الشأن الأكبر لإبن خلدون 
[
3
]
[
4
]
```

## إقليم كتامة وأهم حواضرها
في التاريخ القديم تدخل منطقة كتامة ضمن إقليم نوميديا القديمة، وفي ظل الاحتلال الروماني ألحقت بموريطانيا السطايفية التي مركزها مدينة سطيف.
ويمتد إقليم كتامة على كامل منطقة الشرق الجزائري، فشمالا مـا بين بجاية ودلس غربا إلى غاية عنابة وسوق اهراس وتبسة شرقا، ومن حوض الحضنة والأوراس من ناحيـة الجنـوب والجنوب الشرقي إلى سيف البحر شمالا، ولهم مواطن معروفة في مجال هذه المنطقة منها الحواضر الكبرى المعروفة اليوم مثل : قالمة، سوق أهراس، القالة، عنابة، سكيكدة، القل، جيجل، قسنطينة، ميلة، سطيف والحواضر الصغيرة الموجودة بنواحي الأوراس، ولهم مواطن أخرى ذكرت في المصادر التاريخية مثل إقجان أو إكجان بنواحي بني عزيز وبني مجالد عين السبت حاليا بولايـة سطيف، وهي مركز الدعوة الفاطمية، وبلزمة، وباغايا ويتكسب وغيرها.

## تاريخ
يذكر المؤرخون أن قبيلة كتامة كانت أشد القبائل بأسا ودفاعـا عن أقاليمها وقد قاومت على الدوام كل محاولات الغزو والاحتلال الأجنبي لا سيما الروماني الوندالي والبيزنطـي وحتى الفتح الإسلامي العربي في بداية الأمر.
لقد كان لبداية الانهيار التدريجي للإمبراطورية الرومانية في بداية القرن الخامـس الميلادي أثره في تسهيـل تحرر سكـان الأرياف خاصة، من سيطرة الرومان، وقد ساعد على ذلك مجيء الغزو البيزنطي غير أنه كـان أسوأ من سابقـه بسبب الاذلال والخـراب والدمـار الذي أتى على الإنسان والعمران، وقد قاوم بنو كتامة هذا الغزو إلى أن جاء الفتح الإسلامي فاعتنق الكتاميون الإسلام بعدما فهم البربر أهـداف الفاتحين الجدد غير المادية ومبادئهم غير المعقدة عكس من سبقوهم، فتعاونـوا جميعـا على طـرد البيزنطيين والرومـان وتحرير البلاد نهائيا، وأدى اندمـاج العنصرين العربي والأمازيغي في بوتقة الإسلام إلى تكويـن مجتمع جديـد على أسـس ونهج جديـد وأدى ذلك إلى قيام ممالك بربرية معروفة وقد خضعت أقاليـم كتامـة لسيطـرة الأغالبـة ثم الزيريين ثم الحماديين ثم الموحدين.
و في بداية القرن العاشر 913م كانت قبيلـة كتامـة من أقـوى القبائل البربرية في المغرب الأوسط آنذاك، فتحالفت مع الدعاة الإسماعليين ضد الخلافة العباسية وذلك لاحتضانها هذه الدعوة ونصرتها واستطاعوا الإطاحة والقضاء على دولة الأغالبة في القيروان بتونس، وقد كان دورهم حاسما في تأسيس الدولة الفاطمية فكانوا حماتها وجنودها وأصحاب دولتها وقد شارك عـدد كبـير منهم ضمن جيش جوهر الصقلي قائـد الحملـة الفاطميـة علـى مصر، لكنهم تمكنـوا من دخـول الفسطاط بعـد محـاولات عديدة، يـوم السـبت 17 شعبان عـام 358 هـ - 969م، وشاركوا في تأسيس مدينـة القاهرة، وقد خصص لهم بجـوار القاهـرة مكانـا يتمركزون فيه وظلوا قوة عسكرية هامة في خدمة الخلافة الفاطمية وقد قادوا حملات ضد العباسيين حتى بلغوا دمشق، ولا تزال كل من القاهرة ودمشق على التـوالي تحتفـظ لهـم بحـواري تسمـى باسمهـم حي الكتاميين بالقاهرة وحارة المغاربة بدمشق وكلمة مغاربة تخص كل سكان دول غرب شمال أفريقيا.

## الكتاميون في مصر
كتامة هي أهل الدولة الفاطمية مدة خلافة عبد الله المهدي وخلافة ابنه القاسم القائم بأمر الله وخلافة المنصور بالله الفاطمي إسماعيل بن القاسم وخلافة معد المعز لدين الله ابن المنصور، وبهم أخذ ديار مصر لما سيرهم إليها مع القائد جوهر في سنة 358ه، وهم أيضا كانوا أكابر من قدم معه من الغرب في سنة 362ه.
فلما كان في أيام ولده العزيز بالله نزار اصطنع الديلم والأتراك، وقدمهم وجعلهم خاصته، فصار بينهم وبين كتامة تحاسد إلى أن مات العزيز بالله، وقام من بعده أبو علي المنصور الملقب بالحاكم بأمر الله، فقدم ابن عمار الكتامي وولاه الوساطة وهي في معنى رتبة الوزارة، فاستبد بأمور الدولة وقدم كتامة وأعطاهم، وحط من الغلمان الأتراك والديلم الذين اصطنعهم العزيز، فاجتمعوا إلى برجوان وكان صقلبيا وقد تاقت نفسه إلى الولاية فأغرى المصطنعة بابن عمار حتى وضعوا منه، واعتزل عن الأمر، وتقلد برجوان الوساطة، فاستخدم الغلمان المصطنعين في القصر، وزاد في عطاياهم وقواهم، ثم قتل الحاكم ابن عمار وكثيرا من رجال دولة أبيه وجده، فضعفت كتامة وقويت الغلمان.
فلما مات الحاكم وقام من بعده ابنه الظاهر لإعزاز دين الله، أكثر من اللهو ومال إلى الأتراك والمشارقة، فانحط جانب كتامة، وما زال ينقص قدرهم ويتلاشى أمرهم حتى ملك المستنصر بعد أبيه، فاستكثرت أمه من العبيد حتى يقال إنهم بلغوا نحوا من خمسين ألف عبيد، واستكثر هو من الأتراك، وتنافس كل منهما مع الآخر فكانت الحرب التي آلت إلى خراب مصر وزوال بهجتها إلى أن قدم أمير الجيوش بدر الجمالي من عكا وقتل رجال الدولة وأقام له جندا وعسكرا من الأرمن، فصار من حينئذ معظم الجيش الأرمن، وذهبت كتامة وصاروا من جملة الرعية بعدما كانوا وجوه الدولة وأكابر أهلها.